# Burrito
A burrito Észak-Mexikó és az USA Mexikóval határos államainak jellegzetes étele. Általában búzalisztből készült tortillába tekert babból, fokhagymából és pikáns marhahúsból áll össze, méretes, tápláló étel.

## Nevének eredete
A burrito szó jelentése „kis szamár”. A régi időkben a szamár hátára úgy pakolták fel a holmikat, hogy textilbe tekerték azokat ugyanúgy, mint ahogyan a burritóba beletekerik a töltelékeket. Egy utcai árus nevezte el így, mert mindig szamárháton hozta-vitte a húsos ételt.

## Története
A modern burrito pontos eredete nem ismert. Elképzelhető, hogy a 19. században találták fel az észak-mexikói bányászok, tehénpásztorok. Az USA-ban elsőként a Los Angeles-i El Cholo kávézó étlapján tüntették fel az 1930-as években. Az 1950-es években mexikói határvidéken egyre többször lehetett találkozni útmenti árusokkal, akik kifejezetten csakis burritóra specializálódtak. Később megjelent a chimichanga, ami a burrito olajban kisütött változata. Mexikóban „Tacos de Harina”, azaz „lisztes tacó”-ként emlegetik.